# Trattamenti nel Regno Unito
Forme di trattamento attualmente in uso nel Regno Unito.
Nella tabella che segue molti termini sono stati abbreviati, mentre tra parentesi viene indicata la forma completa nel parlato.

## Abbreviazioni
- His/Her Majesty: HM
- His/Her Royal Highness: HRH
- His/Her Grace: HG
- The Most Honourable: The Most Hon (The Most Honble)
- The Right Honourable: The Rt Hon (The Rt Honble)
- The Honourable: The Hon (The Honble)
- The Much Honoured: The Much Hon (The Much Hon'd)
- The Most Reverend: The Most Rev (The Most Revd or The Most Rev'd)
- The Right Reverend: The Rt Rev (The Rt Revd or The Rt Rev'd)
- The Very Reverend: The Very Rev (The Very Revd or The Very Rev'd)
- The Reverend: The Rev (The Revd or The Rev'd)
- The Venerable: The Ven (The Venble)

## Titoli reali
| Posizione                                                               | Su lettera                                                   | Conclusioni alla lettera | Titolazione orale                              |
| ----------------------------------------------------------------------- | ------------------------------------------------------------ | ------------------------ | ---------------------------------------------- |
| Re                                                                      | HM The King                                                  | Your Majesty             | Your Majesty, oppure "Sir/Sire"                |
| Regina                                                                  | HM The Queen                                                 | Your Majesty             | Your Majesty, oppure "Ma'am"                   |
| Principe di Galles                                                      | HRH The Prince of Wales                                      | Your Royal Highness      | Your Royal Highness, oppure "Sir"              |
| Moglie del Principe di Galles                                           | HRH The Princess of Wales                                    | Your Royal Highness      | Your Royal Highness, oppure "Ma'am"            |
| Principessa Reale                                                       | HRH The Princess Royal                                       | Your Royal Highness      | Your Royal Highness, oppure "Ma'am"            |
| Pari maschi reali                                                       | HRH The Duke of London, e.g., HRH The Duke of Kent           | Your Royal Highness      | Your Royal Highness, oppure "Sir"              |
| Pari femmine reali                                                      | HRH The Duchess of London, e.g., HRH The Duchess of Kent     | Your Royal Highness      | Your Royal Highness, oppure "Ma'am"            |
| Figli di sovrani (non pari)                                             | HRH The Prince John, e.g., HRH The Prince Edward             | Your Royal Highness      | Your Royal Highness, oppure "Sir"              |
| Figli della moglie del sovrano (non pari)                               | HRH The Princess John, e.g., HRH The Princess Edward         | Your Royal Highness      | Your Royal Highness, oppure "Ma'am"            |
| Figlie di sovrani (non pari)                                            | HRH The Princess Mary, e.g., HRH The Princess Anne           | Your Royal Highness      | Your Royal Highness, oppure "Ma'am"            |
| Nipoti di sovrani, Figlio primogenito del principe di Galles (non pari) | HRH Prince John of London, e.g., Prince Michael of Kent      | Your Royal Highness      | Your Royal Highness, oppure "Sir"              |
| Mogli dei nipoti di sovrani (non pari)                                  | HRH Princess John of London, e.g., Princess Michael of Kent  | Your Royal Highness      | Your Royal Highness, and thereafter as "Ma'am" |
| Figlie di figli di sovrani (non pari)                                   | HRH Princess Mary of London, e.g., Princess Beatrice of York | Your Royal Highness      | Your Royal Highness                            |
| Pronipoti di sovrani (non pari)                                         | (The) Lord John Windsor, e.g., Lord Nicholas Windsor         | Dear Lord John           | Lord John                                      |
| Mogli di pronipoti di sovrani (non pari)                                | (The) Lady John Windsor, e.g., Lady Nicholas Windsor         | Dear Lady John           | Lady John                                      |
| Figlie di nipoti di sovrani (non pari)                                  | (The) Lady Mary Windsor, e.g., Lady Helen Taylor             | Dear Lady Mary           | Lady Mary                                      |

## Nobiltà

### Pari
| Posizione                                                                   | Su lettera                                                      | Conclusioni alla lettera                        | Titolazione orale                                       |
| --------------------------------------------------------------------------- | --------------------------------------------------------------- | ----------------------------------------------- | ------------------------------------------------------- |
| Duca                                                                        | (His Grace) The Duke of London                                  | My Lord Duke o Dear Duke (of London)            | Your Grace o Duke                                       |
| Duchessa                                                                    | (Her Grace) The Duchess of London                               | Madam o Dear Duchess (of London)                | Your Grace o Duchess                                    |
| Marchese                                                                    | (The Most Hon) The Marquess of London                           | My Lord Marquess o Dear Lord London             | My Lord o Your Lordship o Lord London                   |
| Marchesa                                                                    | (The Most Hon) The Marchioness of London                        | Madam o Dear Lady London                        | My Lady o Your Ladyship o Lady London                   |
| Conte                                                                       | (The Rt Hon) The Earl of London                                 | My Lord o Dear Lord London                      | My Lord o Your Lordship o Lord London                   |
| Contessa                                                                    | (The Rt Hon) The Countess of London                             | Madam o Dear Lady London                        | My Lady o Your Ladyship o Lady London                   |
| Visconte                                                                    | (The Rt Hon) The Viscount London                                | My Lord o Dear Lord London                      | My Lord o Your Lordship o Lord London                   |
| Viscontessa                                                                 | (The Rt Hon) The Viscountess London                             | Madam o Dear Lady London                        | My Lady o Your Ladyship o Lady London                   |
| Barone Lord of Parliament                                                   | (The Rt Hon) The Lord London                                    | My Lord o Dear Lord London                      | My Lord o Your Lordship o Lord London                   |
| Baronessa (in proprio diritto)                                              | (The Rt Hon) The Lady London o (The Rt Hon) The Baroness London | Madam o Dear Lady London o Dear Baroness London | My Lady o Your Ladyship o Lady London o Baroness London |
| Baroness (in diritto del marito) Lady of Parliament (in diritto del marito) | (The Rt Hon) The Lady London                                    | Madam o Dear Lady London                        | My Lady o Your Ladyship o Lady London                   |

### Figli primogeniti, nipoti e pronipoti di duchi, marchesi e conti
| Posizione | Su lettera                  | Conclusioni alla lettera            | Titolazione orale     |
| --- | --------------------------- | ----------------------------------- | --------------------- |
| (I figli primogeniti di duchi, marchesi e conti usano il più antico titolo sussidiario paterno come loro titolo di cortesia: si noti l'assenza del prefisso "The" prima del titolo.) |                             |                                     |                       |
| Marchese di cortesia | (The) Marquess of London    | My Lord Marquess o Dear Lord London | My Lord o Lord London |
| Moglie di marchese di cortesia | (The) Marchioness of London | Madam o Dear Lady London            | My Lady o Lady London |
| Conte di cortesia | (The) Earl of London        | My Lord o Dear Lord London          | My Lord o Lord London |
| Moglie di conte di cortesia | (The) Countess of London    | Madam o Dear Lady London            | My Lady o Lady London |
| Visconte di cortesia | (The) Viscount London       | My Lord o Dear Lord London          | My Lord o Lord London |
| Moglie di visconte di cortesia | (The) Viscountess London    | Madam o Dear Lady London            | My Lady o Lady London |
| Barone di cortesia Courtesy Lord of Parliament | (The) Lord London           | My Lord o Dear Lord London          | My Lord o Lord London |
| Moglie di barone di cortesia Wife of Courtesy Lord of Parliament | (The) Lady London           | Madam o Dear Lady London            | My Lady o Lady London |

### Eredi apparenti o eredi presunti nella parìa di Scozia
| Posizione | Su lettera                | Conclusioni alla lettera           | Titolazione orale |
| --- | ------------------------- | ---------------------------------- | ----------------- |
| (Eredi apparenti ed eredi presunti di un membro della parìa scozzese utilizzano il titolo di "Master" e "Mistress"; questi sono sostantivi, non titoli di cortesia. Se, ad ogni modo, il personaggio in questione è figlio di un duca, di un marchese o di un conte, utilizza il proprio titolo di cortesia apposito indicato sopra.) |                           |                                    |                   |
| Erede maschio apparente o presunto di un pari di Scozia | The Master of Edinburgh   | Sir o Dear Master of Edinburgh     | Sir o Master      |
| Erede femmina apparente o presunto di un pari di Scozia | The Mistress of Edinburgh | Madam o Dear Mistress of Edinburgh | Madam o Mistress  |

### Figli, nipoti e pronipoti di pari
| Posizione | Su lettera             | Conclusioni alla lettera         | Titolazione orale   |
| --- | ---------------------- | -------------------------------- | ------------------- |
| Figlio ultrogenito di duca Figlio ultrogenito di marchese (di cortesia) | (The) Lord John Smith  | My Lord o Dear Lord John (Smith) | My Lord o Lord John |
| Moglie di figlio ultrogenito di duca Moglie di figlio ultrogenito di marchese (di cortesia) | (The) Lady John Smith  | Madam o Dear Lady John           | My Lady o Lady John |
| Figlio ultrogenito di conte (di cortesia) Figlio di visconte (di cortesia) Figlio di barone (di cortesia) Figlio di Lord del parlamento (di cortesia)                                                                             | The Hon John Smith     | Sir o Dear Mr Smith              | Sir o Mr Smith      |
| Moglie di figlio ultrogenito di conte (di cortesia) Moglie di figlio ultrogenito di visconte (di cortesia) Moglie di figlio ultrogenito di barone (di cortesia) Moglie di figlio ultrogenito di Lord del Parlamento (di cortesia) | The Hon Mrs John Smith | Madam or Dear Mrs Smith          | Madam or Mrs Smith  |

### Figlie, nipoti e pronipoti di pari
| Posizione | Su lettera                                                                                    | Conclusioni alla lettera | Titolazione orale   |
| --- | --------------------------------------------------------------------------------------------- | ------------------------ | ------------------- |
| (Se la figlia di un pari sposa un altro pari, ella acquisisce automaticamente il rango del marito, utilizzandone il cognome ed i titoli.) |                                                                                               |                          |                     |
| Figlia di duca Figlia di marchese (di cortesia) Figlia di conte (di cortesia) (non sposata o sposata a un comune)                         | (The) Lady Mary Smith (se non sposata), (The) Lady Mary Brown (cognome del marito se sposata) | Madam or Dear Lady Mary  | My Lady o Lady Mary |
| Figlia di visconte (di cortesia) Figlia di barone (di cortesia) Figlia di lord del parlamento (di cortesia) (non sposata)                 | The Hon Mary Smith                                                                            | Madam o Dear Miss Smith  | Madam o Miss Smith  |
| Figlia di visconte (di cortesia) Figlia di barone (di cortesia) Figlia di lord del parlamento (di cortesia) (sposata a un comune)         | The Hon Mrs Brown (Husband Surname)                                                           | Madam o Dear Mrs Brown   | Madam o Mrs Brown   |

## Titolazione della nobiltà minore

### Baronetti
| Posizione                       | Su lettera                                                            | Conclusioni alla lettera       | Titolazione orale    |
| ------------------------------- | --------------------------------------------------------------------- | ------------------------------ | -------------------- |
| Baronet                         | Sir John Smith, Bt (o Bart)                                           | Sir o Dear Sir John (Smith)    | Sir o Sir John       |
| Baronettesse in proprio diritto | Dame Mary Smith, Btss                                                 | Madam o Dear Dame Mary (Smith) | Madam o Dame Mary    |
| Moglie di baronetto             | Lady Smith                                                            | Madam o Dear Lady Smith        | My Lady o Lady Smith |
| Moglie divorziata di baronetto  | Mary, Lady Smith                                                      | Madam o Dear Lady Smith        | My Lady o Lady Smith |
| Vedova di baronetto             | Dowager Lady Smith o Lady Smith se l'erede della coppia non è sposato | Madam o Dear Lady Smith        | My Lady o Lady Smith |

### Cavalieri
| Posizione                                                         | Su lettera      | Conclusioni alla lettera       | Titolazione orale    |
| ----------------------------------------------------------------- | --------------- | ------------------------------ | -------------------- |
| Cavaliere (di qualsiasi ordine)                                   | Sir John Smith  | Sir o Dear Sir John (Smith)    | Sir o Sir John       |
| Lady (dell'Ordine della Giarrettiera o dell'Ordine del Cardo)     | Lady Mary Smith | Madam o Dear Lady Mary (Smith) | My Lady o Lady Mary  |
| Dame (di ordine diverso da quello della Giarrettiera o del Cardo) | Dame Mary Smith | Madam o Dear Dame Mary (Smith) | Madam o Dame Mary    |
| Moglie di cavaliere                                               | Lady Smith      | Madam o Dear Lady Smith        | My Lady o Lady Smith |

### Baroni scozzesi feudali
| Posizione                                    | Su lettera | Conclusioni alla lettera                                      | Titolazione orale                                   |
| -------------------------------------------- | --- | ------------------------------------------------------------- | --------------------------------------------------- |
| Barone feudale                               | John Smith of Edinburgh o John Smith, Baron of Edinburgh o The Baron of Edinburgh                                                                                 | Sir o Dear Edinburgh o Dear Baron                             | Edinburgh o Baron                                   |
| Baronesse feudali o Moglie di barone feudale | Come barone feudale, sostituzione di "Madam" col primo nome e sostituzione di "Baronessa" per "Barone", o Lady Edinburgh                                          | Madam o Dear Baroness o Dear Lady Edinburgh                   | Madam o Baroness o Lady Edinburgh                   |
| Capo Clan maschio                            | John Smith of Smith o John Smith of Edinburgh o John Smith of that Ilk o The Smith of Smith o The Smith of Edinburgh o The Smith (varie a seconda delle famiglie) | Sir o Dear Edinburgh o Dear Smith                             | Edinburgh o Smith                                   |
| Capo Clan femmina o Moglie di capo clan      | Come capo, sostituzione di "Madam" o "Mrs" con il suffisso "The" o The Lady Edinburgh                                                                             | Madam o da lettera                                            | Madam o da lettera                                  |
| Erede apparente di capo clan                 | John Smith of Edinburgh, yr o John Smith, yr of Edinburgh o John Smith of Edinburgh                                                                               | Sir o Dear Younger of Edinburgh o Dear Mr Smith of Edinburgh  | Sir o Young Edinburgh o The Younger of Edinburgh    |
| Moglie di erede apparente di capo clan       | Mrs Smith of Edinburgh, yr o Mrs Smith, yr of Edinburgh | Madam o Dear Mrs Smith of Edinburgh                           | Madam o Mrs Smith of Edinburgh                      |
| Figlia maggiore di capoclan                  | Miss Smith of Edinburgh o Jane Smith, Maid of Edinburgh | Madam o Dear Miss Smith of Edinburgh o Dear Maid of Edinburgh | Madam o Miss Smith of Edinburgh o Maid of Edinburgh |
| Figlia ultrogenita di capoclan               | Miss Mary Smith of Edinburgh | Madam o Dear Miss Smith of Edinburgh                          | Madam o Miss Smith of Edinburgh                     |

## Clero

### Chiesa d'Inghilterra
| Posizione                                                                   | Su lettera                                                | Conclusioni alla lettera                 | Titolazione orale                                                                                   |
| --------------------------------------------------------------------------- | --------------------------------------------------------- | ---------------------------------------- | --------------------------------------------------------------------------------------------------- |
| Stilemi simili sono anche applicati per religiosi di organizzazioni simili. |                                                           |                                          | |
| Arcivescovo                                                                 | The Most Rev and Rt Hon The Lord Archbishop of Canterbury | Dear Archbishop                          | Your Grace o Archbishop                                                                             |
| Arcivescovo non membro del Privy Council                                    | The Most Rev The Lord Archbishop of Wales                 | Dear Archbishop                          | Your Grace o Archbishop                                                                             |
| Vescovo diocesano membro del Privy Council                                  | The Rt Rev and Rt Hon The Lord Bishop of London           | Dear Bishop                              | My Lord o Bishop                                                                                    |
| Vescovo diocesano o suffraganeo                                             | The Rt Rev The Lord Bishop of Durham                      | Dear Bishop                              | My Lord o Bishop                                                                                    |
| Decano                                                                      | The Very Rev The Dean of York                             | Dear Mr/Mrs/Ms Dean                      | Dean                                                                                                |
| Arcidiacono                                                                 | The Ven The Archdeacon of London                          | Dear Archdeacon                          | Archdeacon                                                                                          |
| Prebendario                                                                 | The Rev Prebendary Smith                                  | Dear Prebendary Smith                    | Prebend                                                                                             |
| Canonico                                                                    | The Rev Canon John Smith                                  | Dear Canon                               | Canon                                                                                               |
| Sacerdote                                                                   | The Rev John Smith o Father John Smith                    | Dear Mr/Mrs/Ms Smith o Dear Father Smith | Mr/Mrs/Ms Smith o Father John Smith/John/Smith o Vicario/Rettore/Prebendario/Curato/Cappellano etc. |
| Diacono                                                                     | The Rev Deacon John Smith o The Rev John Smith            | Dear Mr/Mrs/Ms Smith o Dear Deacon Smith | Deacon Smith o Mr/Mrs/Ms Smith                                                                      |

### Chiesa di Scozia
| Posizione                                                         | Su lettera                           | Conclusioni alla lettera | Titolazione orale |
| ----------------------------------------------------------------- | ------------------------------------ | ------------------------ | ----------------- |
| Lord High Commissioner all'Assemblea Generale                     | His Grace The Lord High Commissioner | Your Grace               | Your Grace        |
| Clero                                                             | The Rev John Smith                   | Dear Mr Smith            | Mr Smith          |
| Moderatore dell'Assemblea Generale della Chiesa di Scozia         | The Right Rev John Smith             | Dear Mr Smith            | Mr Smith          |
| Moderatore formale dell'Assemblea Generale della Chiesa di Scozia | The Very Rev John Smith              | Dear Mr Smith            | Mr Smith          |

## Giudiziario
| Posizione                                  | Su lettera                                 | Conclusioni da lettera | Titolazione orale | In tribunale |
| ------------------------------------------ | ------------------------------------------ | ---------------------- | ----------------- | ------------ |
| Lord Justice of Appeal maschio             | The Rt Hon. Lord Justice (John) Smith      | Judge                  | Judge             | My Lord      |
| Lord Justice of Appeal maschio in pensione | The Rt Hon. Sir John Smith                 | Judge or Sir John      | Sir John          | My Lord      |
| Lord Justice of Appeal femmina             | The Rt Hon. Lady Justice (Mary) Smith, DBE | Judge                  | Judge             | My Lady      |
| Lord Justice of Appeal femmina in pensione | The Rt Hon. Dame Mary Smith, DBE           | Judge or Dame Mary     | Dame Mary         | My Lady      |
| High Court Judge maschio                   | The Hon. Mr Justice (John) Smith           | Judge                  | Judge             | My Lord      |
| High Court Judge maschio in pensione       | Sir John Smith                             | Judge or Sir John      | Sir John          | My Lord      |
| High Court Judge femmina                   | The Hon. Mrs Justice (Mary) Smith, DBE     | Judge                  | Judge             | My Lady      |
| High Court Judge femmina in pensione       | Dame Mary Smith, DBE                       | Judge or Dame Mary     | Dame Mary         | My Lady      |
| Circuit Judge che è stato Queen's Counsel  | His Honour Judge (John) Smith, QC          | Judge                  | Judge             | Your Honour  |
| Circuit Judge                              | His Honour Judge (John) Smith              | Judge                  | Judge             | Your Honour  |
| District Judge                             | District Judge (John) Smith                | Judge                  | Sir or Madam      | Sir or Madam |